# Großmugl
Großmugl – gmina targowa w Austrii, w kraju związkowym Dolna Austria, w powiecie Korneuburg. Liczy 1 574 mieszkańców (1 stycznia 2014).